# Enoximona
Enoximona (DCI; nome comercial: Perfan) é um inibidor da fosfodiesterase de estrutura imidazólica. É usado no tratamento da insuficiência cardíaca congestiva (ICC) e é seletivo para a fosfodiesterase 3 (PDE3).